# 東映100大ヒーロー スーパーファイト
『東映100大ヒーロー スーパーファイト（とうえいひゃくだい - ）』は、1986年7月21日に東映ビデオより発売された、東映制作の特撮テレビ番組および劇場用映画作品に登場したヒーローの活躍を編集・ダイジェスト化したビデオソフト作品。
ビデオ（VHS、セル・レンタル共通）がリリースされているが、DVD化はされていない。

## 概要
1950年代に劇場映画として上映されたモノクロ作品から、当時の最新ヒーローであった『超新星フラッシュマン』『時空戦士スピルバン』まで、テレビ・映画に関係なく歴代の東映特撮ヒーロー作品を収録したビデオソフトとして発売された。変身ヒーロー作品だけでなく、時代劇ヒーロー作品も多数収録されている。
ナレーションは、仮面ライダーシリーズのナレーションを務めていた中江真司が担当している。

## 構成内容
本作のコーナーは大きく分けて6パートに分類される。ここでは便宜上、各パートを「（アルファベット）パート」として表記する。
- Aパート
  - 映画『月光仮面』から始まり、劇場映画作品や時代劇作品など、1950～60年代のモノクロ時代のヒーローを紹介（カラー作品である『大忍術映画 ワタリ』は除く）。
- Bパート
  - 怪獣・妖怪ブーム全盛期である1960年代後期の作品群を紹介。『悪魔くん』『仮面の忍者 赤影』『キャプテンウルトラ』『ジャイアントロボ』などの映像が流れる。
- Cパート
  - 歴代仮面ライダーを当時の最新作『仮面ライダーZX』まで全員紹介。それに続いて、1970年代前期の変身ヒーロー作品の変身シーンが個別で紹介され、その後に各作品のヒーローの戦闘シーンが混在して流れる。
  - その後、『人造人間キカイダー』『ロボット刑事』といった等身大ロボットヒーローを紹介。
- Dパート
  - 1970年代後期、『秘密戦隊ゴレンジャー』以降の変身ヒーロー作品を紹介。集団ヒーローの場合、各メンバーごとに個別で紹介される。
  - ゴレンジャーの5人の紹介から『ジャッカー電撃隊』の名乗りシーンに移り、続けて劇場映画『ジャッカー電撃隊VSゴレンジャー』における両戦隊の共闘シーンが流れる。その後、集団で戦うヒーロー、巨大ロボットやメカに乗って戦うヒーローを紹介。
- Eパート
  - 集団ヒーローと巨大ロボットの要素を合体させた『バトルフィーバーJ』以降のスーパー戦隊シリーズを紹介。バトルフィーバーの映像が流れた後、『電子戦隊デンジマン』から『超電子バイオマン』までの5作品のロボが静止画で紹介され、続いてデンジマンからバイオマンまでの戦士とロボの活躍が映像で流れるという構成。
  - なお、『ゴレンジャー』『ジャッカー』は各メンバーが個別で紹介されているのに対して、バトルフィーバー以降はロボットが優先される。
  - 一方、同じ巨大ロボに乗って戦うヒーロー作品の『スパイダーマン』『巨獣特捜ジャスピオン』はヒーロー側が優先されている。
- Fパート
  - 宇宙刑事シリーズを中心にしたSFヒーロー作品を紹介。『宇宙刑事シャイダー』の最終回スペシャルで3人の宇宙刑事が一斉に変身するシーンが流れ、そこから作品順に個別の紹介となる。
  - このビデオ発売の前年（1985年）に放送されたドラマ版『ゲゲゲの鬼太郎』も紹介される。
- ED
  - 当時の最新作『時空戦士スピルバン』の映像に続けて静止画で歴代ヒーローの活躍場面がワンカット挿入され、最後に再び『月光仮面』のラストシーンで〆。月光仮面が群衆に見送られて去っていき、「終」マークが表示される映像がそのまま挿入される。
- 『フラッシュマン』と『スピルバン』の2作品は、番組放送中の発売であったため、それぞれの放送後期に登場した『フラッシュマン』の2号ロボ・タイタンボーイ（グレートタイタン）や『スピルバン』の追加戦士・ヘレンレディに関しては紹介されていない。

## 登場ヒーローの紹介
登場順に表記。作品名・ヒーロー名の表記は、映像内のテロップ表記にしたがって記載。
| №   | ヒーロー名                                | 作品名                           | 備考                                                     |
| --- | ----------------------------------------- | -------------------------------- | -------------------------------------------------------- |
| 1   | 月光仮面                                  | 月光仮面                         | 東映製作の映画の映像を使用                               |
| 2   | 遊星王子                                  | 遊星王子                         | 東映製作の映画の映像を使用                               |
| 3   | 七色仮面                                  | 七色仮面                         |                                                          |
| 4   | アラーの使者                              | アラーの使者                     |                                                          |
| 5   | アイアンシャープ                          | 宇宙快速船                       |                                                          |
| 6   | ナショナルキッド                          | ナショナルキッド                 |                                                          |
| 7   | 笛吹童子                                  | 新諸国物語 笛吹童子              |                                                          |
| 8   | 風小僧                                    | 風小僧                           | 山城新伍主演の青年版から映像を使用                       |
| 9   | 白馬童子                                  | 白馬童子                         |                                                          |
| 10  | 白鳥の騎士                                | 白鳥の騎士                       | OP映像を使用                                             |
| 11  | 忍者部隊月光                              | 忍者部隊月光                     | 東映製作の映画の映像を使用                               |
| 12  | ワタリ                                    | 大忍術映画 ワタリ                |                                                          |
| 13  | 悪魔くん                                  | 悪魔くん                         |                                                          |
| 14  | 悪魔メフィスト（兄）                      | 悪魔くん                         |                                                          |
| 15  | 悪魔メフィスト（弟）                      | 悪魔くん                         |                                                          |
| 16  | 黄金バット                                | 黄金バット                       | 東映製作の映画の映像を使用                               |
| 17  | 仮面の忍者 赤影                           | 仮面の忍者 赤影                  |                                                          |
| 18  | 白影                                      | 仮面の忍者 赤影                  |                                                          |
| 19  | 青影                                      | 仮面の忍者 赤影                  |                                                          |
| 20  | キャプテンウルトラ                        | キャプテンウルトラ               |                                                          |
| 21  | ジョー                                    | キャプテンウルトラ               |                                                          |
| 22  | ハック                                    | キャプテンウルトラ               |                                                          |
| 23  | ジャイアントロボ                          | ジャイアントロボ                 |                                                          |
| 24  | 河童の三平                                | 河童の三平 妖怪大作戦            |                                                          |
| 25  | 甲羅の六兵衛                              | 河童の三平 妖怪大作戦            |                                                          |
| 26  | 鬼堂誠之介                                | 妖術武芸帳                       |                                                          |
| 27  | 仮面ライダー                              | 仮面ライダー                     |                                                          |
| 28  | 仮面ライダー2号                           | 仮面ライダー                     |                                                          |
| 29  | 仮面ライダーV3                            | 仮面ライダーV3                   | 『仮面ライダーX』第28話の映像を使用                      |
| 30  | 仮面ライダーX                             | 仮面ライダーX                    | 『仮面ライダーX』第28話の映像を使用                      |
| 31  | ライダーマン                              | 仮面ライダーV3                   | 『10号誕生! 仮面ライダー全員集合!!』の映像を使用         |
| 32  | 仮面ライダーアマゾン                      | 仮面ライダーアマゾン             |                                                          |
| 33  | 仮面ライダーストロンガー                  | 仮面ライダーストロンガー         |                                                          |
| 34  | 電波人間タックル                          | 仮面ライダーストロンガー         |                                                          |
| 35  | スカイライダー                            | 仮面ライダー（スカイライダー）   |                                                          |
| 36  | 仮面ライダースーパー1                     | 仮面ライダースーパー1            |                                                          |
| 37  | 仮面ライダーZX                            | 10号誕生! 仮面ライダー全員集合!! |                                                          |
| 38  | アンドロ仮面                              | 好き! すき!! 魔女先生            |                                                          |
| 39  | バロム1                                   | 超人バロム・1                    |                                                          |
| 40  | 変身忍者 嵐                               | 変身忍者 嵐                      |                                                          |
| 41  | 月の輪                                    | 変身忍者 嵐                      |                                                          |
| 42  | コンドールマン                            | 正義のシンボル コンドールマン    |                                                          |
| 43  | イナズマン                                | イナズマン / イナズマンF         |                                                          |
| 44  | キカイダー                                | 人造人間キカイダー               |                                                          |
| 45  | キカイダー01                              | キカイダー01                     |                                                          |
| 46  | ビジンダー                                | キカイダー01                     |                                                          |
| 47  | ロボット刑事K                             | ロボット刑事                     |                                                          |
| 48  | アカレンジャー                            | 秘密戦隊ゴレンジャー             | 一部、映画『ジャッカー電撃隊VSゴレンジャー』の映像を使用 |
| 49  | キレンジャー                              | 秘密戦隊ゴレンジャー             | 一部、映画『ジャッカー電撃隊VSゴレンジャー』の映像を使用 |
| 50  | ミドレンジャー                            | 秘密戦隊ゴレンジャー             | 一部、映画『ジャッカー電撃隊VSゴレンジャー』の映像を使用 |
| 51  | アオレンジャー                            | 秘密戦隊ゴレンジャー             | 一部、映画『ジャッカー電撃隊VSゴレンジャー』の映像を使用 |
| 52  | モモレンジャー                            | 秘密戦隊ゴレンジャー             | 一部、映画『ジャッカー電撃隊VSゴレンジャー』の映像を使用 |
| 53  | スペードエース                            | ジャッカー電撃隊                 | 一部、映画『ジャッカー電撃隊VSゴレンジャー』の映像を使用 |
| 54  | ダイヤジャック                            | ジャッカー電撃隊                 | 一部、映画『ジャッカー電撃隊VSゴレンジャー』の映像を使用 |
| 55  | ハートクイーン                            | ジャッカー電撃隊                 | 一部、映画『ジャッカー電撃隊VSゴレンジャー』の映像を使用 |
| 56  | クローバーキング                          | ジャッカー電撃隊                 | 一部、映画『ジャッカー電撃隊VSゴレンジャー』の映像を使用 |
| 57  | ビッグワン                                | ジャッカー電撃隊                 | 一部、映画『ジャッカー電撃隊VSゴレンジャー』の映像を使用 |
| 58  | ザビタン                                  | アクマイザー3                    |                                                          |
| 59  | ガブラ                                    | アクマイザー3                    |                                                          |
| 60  | イビル                                    | アクマイザー3                    |                                                          |
| 61  | 超神ビビューン                            | 超神ビビューン                   |                                                          |
| 62  | 超神ズシーン                              | 超神ビビューン                   |                                                          |
| 63  | 超神バシャーン                            | 超神ビビューン                   |                                                          |
| 64  | 火忍                                      | 忍者キャプター                   |                                                          |
| 65  | 風忍                                      | 忍者キャプター                   |                                                          |
| 66  | 花忍                                      | 忍者キャプター                   |                                                          |
| 67  | 土忍                                      | 忍者キャプター                   |                                                          |
| 68  | 雷忍                                      | 忍者キャプター                   |                                                          |
| 69  | 水忍                                      | 忍者キャプター                   |                                                          |
| 70  | 金忍                                      | 忍者キャプター                   |                                                          |
| 71  | カゲスター                                | ザ・カゲスター                   |                                                          |
| 72  | ベルスター                                | ザ・カゲスター                   |                                                          |
| 73  | スカイゼル                                | 宇宙鉄人キョーダイン             |                                                          |
| 74  | グランゼル                                | 宇宙鉄人キョーダイン             |                                                          |
| 75  | ズバット                                  | 快傑ズバット                     |                                                          |
| 76  | 流れ星                                    | 宇宙からのメッセージ・銀河大戦   |                                                          |
| 77  | まぼろし                                  | 宇宙からのメッセージ・銀河大戦   |                                                          |
| 78  | 大鉄人17                                  | 大鉄人17                         |                                                          |
| 79  | スパイダーマン                            | スパイダーマン                   |                                                          |
| 80  | バトルフィーバーロボ（バトルフィーバーJ） | バトルフィーバーJ                |                                                          |
| 81  | ダイデンジン（電子戦隊デンジマン）        | 電子戦隊デンジマン               |                                                          |
| 82  | サンバルカンロボ（太陽戦隊サンバルカン）  | 太陽戦隊サンバルカン             |                                                          |
| 83  | ゴーグルロボ（大戦隊ゴーグルV）           | 大戦隊ゴーグルV                  |                                                          |
| 84  | ダイナロボ（科学戦隊ダイナマン）          | 科学戦隊ダイナマン               |                                                          |
| 85  | バイオロボ（超電子バイオマン）            | 超電子バイオマン                 |                                                          |
| 86  | 宇宙刑事ギャバン                          | 宇宙刑事ギャバン                 | 一部、『シャイダー』最終回スペシャルの映像を使用         |
| 87  | 宇宙刑事シャリバン                        | 宇宙刑事シャリバン               | 一部、『シャイダー』最終回スペシャルの映像を使用         |
| 88  | 宇宙刑事シャイダー                        | 宇宙刑事シャイダー               | 一部、『シャイダー』最終回スペシャルの映像を使用         |
| 89  | 星雲仮面マシンマン                        | 星雲仮面マシンマン               |                                                          |
| 90  | バイクロッサー ギン                       | 兄弟拳バイクロッサー             |                                                          |
| 91  | バイクロッサー ケン                       | 兄弟拳バイクロッサー             |                                                          |
| 92  | チェンジロボ（電撃戦隊チェンジマン）      | 電撃戦隊チェンジマン             |                                                          |
| 93  | ジャスピオン                              | 巨獣特捜ジャスピオン             |                                                          |
| 94  | 鬼太郎                                    | ゲゲゲの鬼太郎                   |                                                          |
| 95  | 砂かけばばあ                              | ゲゲゲの鬼太郎                   |                                                          |
| 96  | 子泣きじじい                              | ゲゲゲの鬼太郎                   |                                                          |
| 97  | 一反もめん                                | ゲゲゲの鬼太郎                   |                                                          |
| 98  | フラッシュキング（超新星フラッシュマン）  | 超新星フラッシュマン             |                                                          |
| 99  | 時空戦士スピルバン                        | 時空戦士スピルバン               |                                                          |
| 100 | ダイアナレディ                            | 時空戦士スピルバン               |                                                          |